# Eyüp Taş
Eyüp Taş (* 11. September 1959 in Istanbul) ist ein ehemaliger türkischer Fußballspieler.

## Karriere
Taş spielte in seiner Jugend für Galatasaray Istanbul. Im Sommer 1979 wurde der Abwehrspieler in die 1. Mannschaft berufen und kam in der Spielzeit 1979/80 zu sechs Ligaspielen. In der darauffolgenden Saison wechselte Taş zum Zweitligisten Kayserispor. In drei Jahren bei Kayserispor gelang nicht der Aufstieg in die 1. Liga.
Gençlerbirliği Ankara verpflichtete ihn zur Spielzeit 1983/84. Dort gehörte Taş auf Anhieb zu den Stammspielern in der Abwehr. Am Ende der Saison 1986/87 gewann er mit Gençlerbirliği den türkischen Pokal. Im Finale um den Cumhurbaşkanlığı Kupası musste sich Gençlerbirliği gegen Galatasaray geschlagen geben. Nach dieser Saison ging Taş zum Ligakonkurrenten Adanaspor. Mit Adanaspor stieg er nach der Spielzeit 1989/90 in die 2. Liga ab.
Seine letzte Saison verbrachte der Abwehrspieler 1992/93 bei Yozgatspor.

## Erfolg
Gençlerbirliği Ankara
- Türkischer Fußballpokal: 1987